# Nutrición enteral

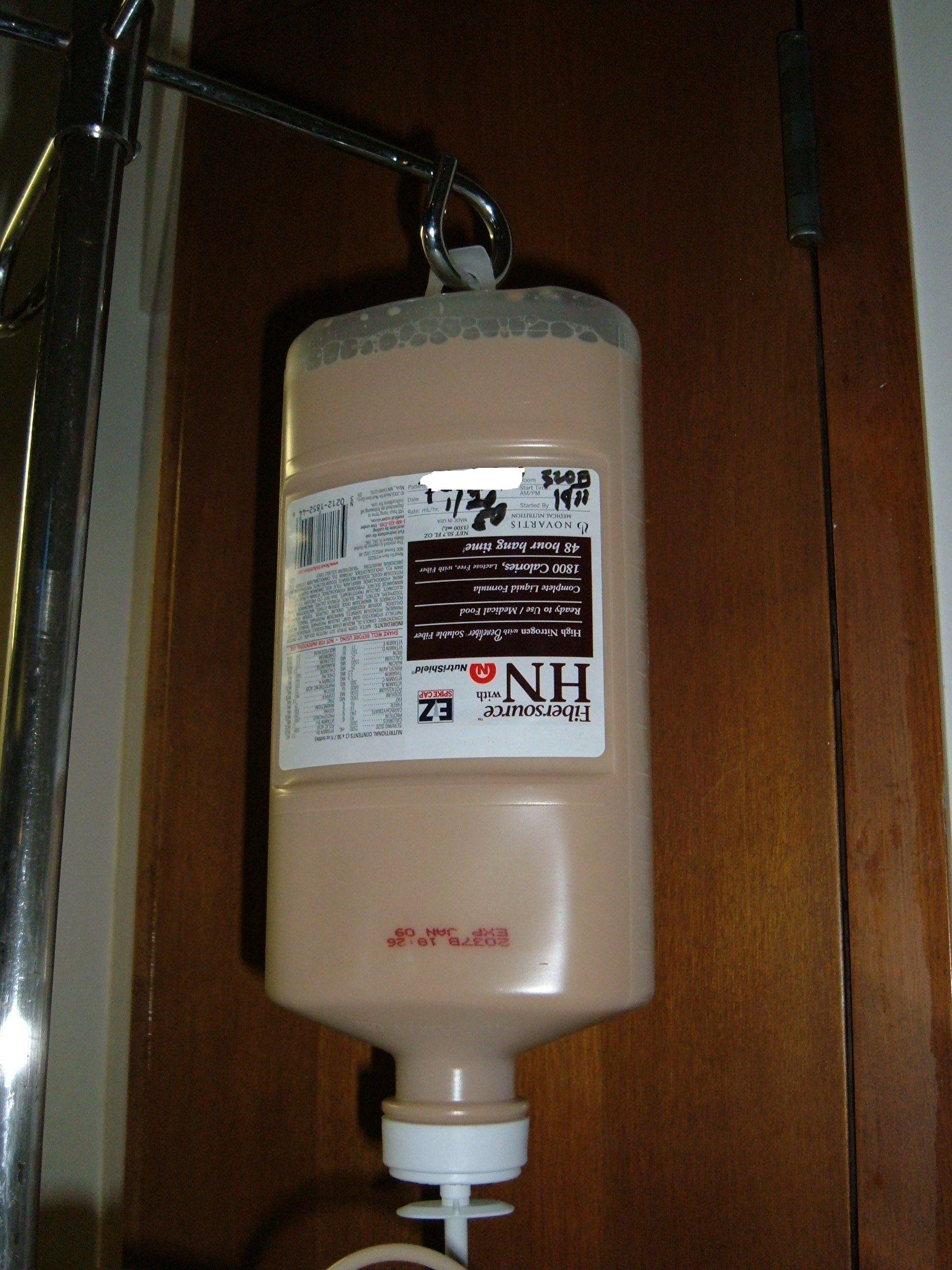
Recipiente listo para colgar de fórmula enteral (la misma luce como chocoleche). Producto farmacéutico manufacturado por Novartis.

La nutrición enteral es una técnica especial de alimentación que, junto con la nutrición parenteral, también se denomina nutrición artificial. 

## Características
Consiste en administrar los diferentes elementos nutritivos a través de una sonda, colocada de tal forma que un extremo queda en el exterior y el otro en distintos tramos del tubo digestivo, como el estómago, el duodeno o el yeyuno, suprimiendo las etapas bucal y esofágica de la digestión. Este tipo de soporte nutricional está indicado cuando no es posible una adecuada alimentación oral voluntaria, siempre que la capacidad del aparato digestivo permita absorber los nutrientes. Por tanto, el requisito imprescindible para que el paciente reciba dicha alimentación, es que éste tenga un aparato digestivo con una mínima capacidad motora y funcional.
Dentro de un concepto más amplio, la nutrición enteral también incluye la vía oral si se emplean suplementos alimenticios o fórmulas químicamente definidas.
La sonda nasoduodenal y la sonda nasoyeyunal se utilizan preferentemente en aquellas enfermedades que originan reflujo gástrico importante, para prevenir y evitar complicaciones. 
Las usan con más frecuencia los pacientes pediátricos. 
En determinados traumatismos craneoencefálicos con fractura de la base y en fase aguda, se utilizan sondas orogástricas para evitar la colocación de la sonda por la nariz y así evitar mayores lesiones al existir una pérdida de continuidad en la base craneal.

## Modalidades de nutrición enteral
Existen 2 modalidades de nutrición enteral:
- Nutrición enteral a débito discontinuo. La característica de esta modalidad es la infusión a través de la sonda de los diferentes nutrientes, en intervalos libres de tiempo. No es necesario ningún elemento mecánico propulsor, y puede llevarse a cabo mediante jeringa o por la acción de la gravedad.
- Nutrición enteral a débito continuo. Es la infusión gástrica o duodeno-yeyunal de los diferentes elementos nutritivos de forma ininterrumpida y mediante un proceso mecánico. Se caracteriza porque se en lentece considerablemente la velocidad del tránsito, mejora la absorción, se disminuyen y estabilizan las secreciones digestivas, y no se sobrecarga el aparato digestivo.

Existen dos formas de colocación de la sonda. Una de forma nasogástrica y otra de forma orogástrica, dependiendo de la edad y de la situación del paciente.

### Técnica para la colocación de sonda orogástrica (SOG)

#### Objetivos
Vaciamiento gástrico, evitar distensión abdominal Alimentar al Recién Nacido (RN) con reflejo de succión y deglución débil o ausente.

#### Material y equipo
Jeringa de 5 ml o frasco con agua bidestilada sonda de polietileno N.º 6-8 tórulas estériles tela adhesiva cortada en forma de H para fijación bolsa para desechos Reunir el material. Lavado clínico de mano, Preparar el material con técnica aséptica. Inmovilizar al RN (decúbito dorsal con tórax descubierto). Aseo piel si es necesario con tórulas con agua bidestilada.

### Procedimiento
- Medir sonda desde base de nariz al lóbulo de la oreja y desde ahí al apéndice xifoides.
- Introducir sonda hasta la marca prefijada.
- Verificar ubicación colocando extremo distal de sonda en frasco con agua bidestilada o aspirando contenido gástrico.
- Retirar frasco o jeringa y tapar extremo distal de sonda.
- Fijar con tela adhesiva precortada (con fecha de colocación).
- Confort del RN- Retirar material.
- Lavado clínico de manos.
- Registrar el procedimiento. Si al introducir la sonda el RN presenta cianosis, retirar inmediatamente.
- Si al colocar extremo distal de sonda en frasco con agua se producen burbujas con el ritmo de respiración, retirar.
- Cambio sonda cada 48 horas.

La alimentación por sonda orogástrica es muy útil para la alimentación de los bebés prematuros o de los recién nacidos con bajo peso. Se inicia la alimentación en microestimulación intestinal y posteriormente se va aumentando conforme aumenta el peso y la tolerancia. El objetivo de la alimentación por sonda en los bebés prematuros es ahorrar energía para el aumento de peso ponderal, así se evitará bajar de peso y lograr el aumento de peso.